# 2,2-二溴-3-次氮基丙酰胺
2,2-二溴-3-次氮基丙酰胺，简称DBNPA，是一种溴化乙酰胺，是一种速效杀生物剂。在常温下它是一种白色的固体，稍微有消毒剂的气味，一般以粉末状出售。在酸性和碱性条件下都容易水解。它因在水中不稳定而受到青睐，因为它会迅速杀死细菌，然后根据条件迅速降解形成多种产物，包括氨、溴离子、二溴乙腈和二溴乙酸。该化合物的作用类似于典型的卤素杀菌剂。
该化合物用于各种应用。它常被在工业水处理系统中作为杀藻剂、杀菌剂和杀真菌剂。在造纸作为纸张涂层和泥浆中的防腐剂。在粘胶、涂盖、高级油回收系统和金属加工中也作为防腐剂.。它还用作造纸机上的黏液控制剂，以及水力压裂井和冷却水中的杀菌剂。

## 历史
博尔恩哈得·康拉德·黑斯在1896年最早合成2,2-二溴-3-次氮基丙酰胺是。一直到1947年才开始有人使用2,2-二溴-3-次氮基丙酰胺为种子和植物防腐。但是当时人们还没有意识到它作为杀菌剂的功能。
1970年代早期2,2-二溴-3-次氮基丙酰胺在工业设施控制微生物污染的作用开始获得重视。在造纸业、冷水处理和其它容易受生物腐化干扰的工业里它获得大量使用。根据其抗生作用1972年美国正式把它列为农药。
近年来除作为抗生剂还有研究探讨2,2-二溴-3-次氮基丙酰胺的其它用途。比如有研究是否可以用它在乙醇发酵过程中最为抗生素的取代品.。今天2,2-二溴-3-次氮基丙酰胺常在工业过程和生产过程中被用作快速抗生素来消灭微生物污染。由于它在水里快速分解因此假如需要快速分解的有效微生物控制剂的时候往往会使用2,2-二溴-3-次氮基丙酰胺。今天依然在研究它在不同工业的效率和安全性。

## 解构和反应性
2,2-二溴-3-次氮基丙酰胺是一种卤化氰基乙酰胺化合物，它的特点是在碳骨干的2,2位置上有两个溴原子。在它的三碳链上附有一个氰基（-CN）和一个酰胺组（-CONH₂）。它的分子式是C
3H
2Br
2N
2O，分子量是每摩尔241.87克.。
2,2-二溴-3-次氮基丙酰胺的两个吸附电子的溴原子和中间的碳上的氰基使得它非常活跃。这些基组成一个非常缺乏电子的核心，使得它非常容易被亲核性攻击破坏。氰基稳定电子的缺乏，更加加强了整个分子的反应率，而酰胺基（−CONH₂）则影响其融水性。2,2-二溴-3-次氮基丙酰胺溴原子边缺乏电子的碳是其抗生效应的关键，导致它能够破坏微生物的细胞功能。
作为一种非常容易反应的分子，由于它的碳溴链比较弱它非常容易在中性和碱性的溶液里水解。在还原环境中它会逐渐丧失其溴原子而瓦解。此外2,2-二溴-3-次氮基丙酰胺对紫外线非常敏感，紫外线会加速它在水里的分解。
由于它易反应因此在产品中它必须被稳定来防止它在应用前就已经分解。由于2,2-二溴-3-次氮基丙酰胺在水和光的作用下快速分解，因此对它的长期环境污染的顾虑比较小，但是对它的分解物如的毒性的顾虑比较大。

## 合成
合成2,2-二溴-3-次氮基丙酰胺的过程叫做3-氰基乙酰胺的酸催化溴化。聚乙二醇可以稳定地溶解反应物和反应产品，因此一般被用作溶液。
反应的第二步是溴化，通过加溴（Br₂）或者另一种溴盐比如溴化钠（NaBr）和一种氧化剂来开始这一步。3-氰基乙酰胺的α-碳通过亲电子溴化获得2,2-二溴-3-次氮基丙酰胺（C₃H₂Br₂N₂O）。反应的溶液被中立化，然后成品被提取和纯化。下一步是干燥，获得稳定晶体的2,2-二溴-3-次氮基丙酰胺。一般反应温度在摄氏10到20度之间来减少不希望的副反应。溴的浓度需要密切控制，因为浓度太高会导致不希望的副产品，由此降低总产量。
储藏条件对2,2-二溴-3-次氮基丙酰胺的稳定度有重要作用。由于它与金属反应因此它不能被存放在金属容器内。它也必须储存在没有紫外线的地方，因为紫外线会导致它的分解。

## 反应
2,2-二溴-3-次氮基丙酰胺的分解主要有两个反应过程：由酸碱度决定的水解和光催化导致的亲核还原。吸引电子的溴和剥夺电子的氰基主要决定2,2-二溴-3-次氮基丙酰胺的反应。一系列系数，包括温度、pH值、曝光和还原剂，对它的分解速度和过程有重要影响。分解过程中会产生不同有机和无机化合物，它们会影响2,2-二溴-3-次氮基丙酰胺的毒性和抗生效应。

### 水解
在水环境里根据酸碱度的情况2,2-二溴-3-次氮基丙酰胺可以很快水解成不同的分解产物。在碱环境下由于亲核取代碳和溴的键很快分解成小的有机和无机化合物。在酸环境下水解的速度比较低因此它可以比较长时间地保存。
酸碱度对2,2-二溴-3-次氮基丙酰胺的水解影响非常大。在pH值等于5的环境中最主要的分解产物是二溴乙酸，30.6%的分解产物是它。pH值提高的话分解的机制产生变化，在pH值达到7的时候二溴乙腈（54.5%）是主要产物，pH值继续提高到9时二溴乙腈依然是主要产物，但是其百分比降低到38.6%。在中性或弱碱性的环境下它继续分解为氨、二氧化碳、溴离子和氰乙酸。

### 亲核取代
2,2-二溴-3-次氮基丙酰胺亲电子的溴原子使得它与亲核剂反应。其中最重要的反应之一是形成含硫醇基团的硫醚衍生物（R-SH）。
R-SH+DBNPA→R-S-CH2C(Br)(NO2)NH2
类似的，2,2-二溴-3-次氮基丙酰胺会和胺（R-NH₂）反应形成代胺复合物。
R-NH2+DBNPA→R-NH-C(Br)(NO2)NH2
在碱环境里2,2-二溴-3-次氮基丙酰胺与氢氧离子产生亲核反应，这是水解的开始。这个反应使得2,2-二溴-3-次氮基丙酰胺被分解成小的分解产物，因此减少它对环境的长期影响。
DBNPA+OH−→水解产物

### 还原去溴
在有还原剂的环境下2,2-二溴-3-次氮基丙酰胺逐步去溴，导致少溴的或者完全去卤化的化合物。
DBNPA + 还原剂 → 单溴或去溴产物

### 光分解
此外2,2-二溴-3-次氮基丙酰胺容易被光分解，尤其在紫外线下它分解很快。光分解的产物是去溴和不那么活跃的过度复合物，它们在水环境下会继续分解。

## 式样
根据其工业用途在市场上2,2-二溴-3-次氮基丙酰胺有不同形式出售。纯的2,2-二溴-3-次氮基丙酰胺是固态晶体，它的熔点在摄氏123至126度之间。在水里它的溶解度不高（在25摄氏度每100克水里可以溶化1.5克），但是在一些有机溶液如丙酮和乙醇里它的溶解度很高。在实际应用中2,2-二溴-3-次氮基丙酰胺最常见的是以20%的浓度溶解在水和聚乙二醇中，聚乙二醇可以提高它在水里的稳定度。固体状态的2,2-二溴-3-次氮基丙酰胺也有出售，但是一般被用作运输和储存。一般它被装在25千克的袋子里储存在集装箱内来防止储存时潮湿入侵。

## 作用机制
2,2-二溴-3-次氮基丙酰胺中度亲电子。它作用广泛，可以非氧化地快速破坏微生物如细菌、真菌和藻类的重要细胞功能，由此导致细胞死亡。它作用的主要机制是穿透细胞膜，攻击亲核位置，并依靠溴与细胞内新城代谢关键的蛋白质里含硫的部分反应。进入细胞后2,2-二溴-3-次氮基丙酰胺与这些含硫的基反应，形成共价键，使得这些酶失效。这个破坏是不可逆的，它终止能量生产，在5到10分钟内导致细胞死亡。2,2-二溴-3-次氮基丙酰胺在水系统里不断攻击微生物细胞，可以快速防止微生物聚集水腐化。
2,2-二溴-3-次氮基丙酰胺非氧化的机制使得它与漂白剂之类的氧化剂非常不同，氧化剂广泛地氧化各种细胞组成部分，而2,2-二溴-3-次氮基丙酰胺则只攻击有特定的蛋白质组，使得它尤其对革兰氏阴性细菌和真菌等特别有效。比如在水降温系统里2,2-二溴-3-次氮基丙酰胺可以在10分钟内降低99.9%的革兰氏阴性细菌嗜肺军团菌，将其数量降低到每立升5毫克以下。
也许2,2-二溴-3-次氮基丙酰胺的氰基会和蛋白质和氨基酸上的亲核基如氨基反应，不过这个机制至今为止没有广泛被研究，因此它的效应不明。
与其它类似抗生剂如异噻唑啉酮不同的是2,2-二溴-3-次氮基丙酰胺生效的时间非常短，其原因是因为它在水环境里不稳定，会在数小时内瓦解。这个不稳定使得微生物一开始会遭遇高浓度的袭击，但是它们产生免疫效应的可能性却非常小，因为幸存下来的微生物在长期里不会遭遇致命浓度的袭击。这同时也说明2,2-二溴-3-次氮基丙酰胺只适用于短期微生物控制，长期的保存不适用，因此它的使用范围与更加稳定的抗生剂不同。

## 应用和测量
2,2-二溴-3-次氮基丙酰胺在不同工业使用中被用作消毒剂、杀菌剂、除藻剂、消浓剂和防霉剂。在油田注水系统和循环水冷却系统里它常被用来控制细菌、藻类和霉的生长。在造纸业中2,2-二溴-3-次氮基丙酰胺被用作去霉剂、杀菌剂和除藻剂，来保持机器无菌和保持产品质量。此外它还用来防止涂色、蜡、墨、清洁剂、表面活性剂、浆料和树脂的微生物腐蚀。在公共水域里2,2-二溴-3-次氮基丙酰胺被用作抗真菌和抗藻剂来保障水域的安全和清晰。在机械生产领域它被用作水和空气清洁系统中的抗生剂。在水中清除霉的时候使用的浓度为每立升30到50毫克。在水处理过程中被用作抗菌剂时的浓度为每升10到20毫克。
配置紫外线探头的高效液体光谱仪可以在工业和环境水样品中通过测了在230纳米的吸收非常敏感地探测到2,2-二溴-3-次氮基丙酰胺的存在，其精确度达到每升0.1毫克。气相色谱-质谱法也可以确认和定量环境样本中的2,2-二溴-3-次氮基丙酰胺及其分解物（下限为每升0.05毫克）。

## 效果和副作用
2,2-二溴-3-次氮基丙酰胺被用在冷却水和造纸业中控制细菌的繁殖。在这些应用中2,2-二溴-3-次氮基丙酰胺可以立即杀菌，并此后很快分解成相对而言无毒的分解物。在乙醇工业这个应用可能也有用。

### 医学效应
在粮食发酵为酒精生产生物燃料的过程中很早就有人使用2,2-二溴-3-次氮基丙酰胺来对付细菌，原因是它很快就分解。在生产乙醇的过程中它可以防止细菌繁殖，节省原材料的投资，保护产品不被感染，也有人认为使用它可以防止细菌产生抗抗菌素的能力。

### 反作用
接触2,2-二溴-3-次氮基丙酰胺会导致严重健康问题如急性中毒、皮肤和眼睛发炎以及呼吸问题。在生产、卸货、储存和准备地区有职业性接触2,2-二溴-3-次氮基丙酰胺的危险，在取样和设备维护过程中也可能接触，因为2,2-二溴-3-次氮基丙酰胺有可能被添加在其它产品中。封闭的生产过程和经过训练的工人大大降低接触的可能性。向设施内吹的气流可以防止2,2-二溴-3-次氮基丙酰胺在空气中的浓度高于限制值。此外朗盛建议在使用2,2-二溴-3-次氮基丙酰胺时使用有边防的眼镜、耐化学物质的手套和防化学物质的工作服以及适当保护的工作鞋。吸入或者食入2,2-二溴-3-次氮基丙酰胺对人体健康的危害非常大。长时间暴露会导致严重鼻、喉和肺发炎。2,2-二溴-3-次氮基丙酰胺尘灰会导致皮肤、眼睛和呼吸系统发炎，会导致眼睛严重发炎，甚至会导致不可逆的角膜损害。皮肤接触会导致过敏性皮肤反应。过度暴露在2,2-二溴-3-次氮基丙酰胺会加强已有的皮肤病。根据动物实验数据2,2-二溴-3-次氮基丙酰胺的长期健康影响包括器官损伤。重复或长期暴露在2,2-二溴-3-次氮基丙酰胺尘土中会导致慢性呼吸道病。皮肤对2,2-二溴-3-次氮基丙酰胺过敏后下一次即使暴露在非常低的浓度下依然可能产生过敏。

## 毒性
在稳定和一般使用情况下2,2-二溴-3-次氮基丙酰胺显示出一系列的毒性如口服毒性、皮肤接触毒性和呼吸毒性。酸、氧化剂、碱都不应该与强胺接触。对钢、铁和铝2,2-二溴-3-次氮基丙酰胺有腐蚀作用。在使用2,2-二溴-3-次氮基丙酰胺时要避免产生尘灰，并需要注意采取避免电弧的措施。避免热、明火和其它可能导致燃烧的因素。2,2-二溴-3-次氮基丙酰胺对眼睛有腐蚀作用。口服或吸入的毒性中度，皮肤接触的毒性轻。高浓度和长时间与2,2-二溴-3-次氮基丙酰胺接触会杀死兔皮肤组织。2,2-二溴-3-次氮基丙酰胺也会导致皮肤过敏。在一次使用鼠的毒性研究中2,2-二溴-3-次氮基丙酰胺导致肺或心疾病引起的呼吸困难和体重降低，在高浓度情况下死亡。在另一次使用鼠皮肤的研究中高浓度2,2-二溴-3-次氮基丙酰胺导致身体化学变化和皮肤过敏。在兔体内2,2-二溴-3-次氮基丙酰胺是发展毒剂。在对母体无毒的剂量下它已经导致胚胎的解构变化。2,2-二溴-3-次氮基丙酰胺不导致基因变异。美国环保局获得数次2,2-二溴-3-次氮基丙酰胺溅溢或滥用导致的眼、喉和呼吸道发炎、流鼻涕和头痛的事故。
| 实验（动物）         | 结果                                                    | 毒性等级 |
| 81-1口服毒性（鼠）   | 致命剂量50 - 235微克/千克（雄性）；178微克/千克（雌性） | 2        |
| 81-2皮肤毒性（兔）   | 致命剂量50 - >2克/千克                                  | 3        |
| 81-3呼吸毒性（鼠）   | 致命剂量50 - 0.32毫克/升                                | 2        |
| 81-4眼刺激（兔）     | 腐蚀                                                    | 1        |
| 81-5皮肤刺激（兔）   | 中等发炎                                                | 3        |
| 81-6皮肤过敏（豚鼠） | 导致皮肤过敏                                            | 无       |

## 对动物的作用
2,2-二溴-3-次氮基丙酰胺入侵自然水环境对野生动物有严重毒害。有观测证明成年和幼年斑馬魚暴露在不同浓度的2,2-二溴-3-次氮基丙酰胺后会导致巨大形态变化和高的死亡率。即使在浓度相对低的情况下它可以对斑马鱼的胚胎造成巨大破坏，高浓度会使得成鱼和幼鱼快速死亡。吸入2,2-二溴-3-次氮基丙酰胺对哺乳动物和鸟类有很高的毒性，对鸟类来说食用的毒性低。对淡水鱼、河口鱼和虾它的毒性中等，对淡水甲壳类动物它的毒性中等到高，对河口的贝壳和幼鱼它的毒性高到非常高。对水生生物的影响往往在被暴露24小时内就产生。
肉里剩余的抗菌素会延迟肉的腐烂、提高感染的可能性并使得细菌在医学治疗时容易产生对抗菌素的抵抗能力。显然在乙醇过程结束时的低抗菌素浓度会大幅度提高抗菌素抗药性。在乙醇生产过程中使用2,2-二溴-3-次氮基丙酰胺取代抗菌素控制微生物可以避免这些问题。2,2-二溴-3-次氮基丙酰胺在过程结束前就已经分解，因此不会含在喂给牲畜吃的酒糟饲料里，这给予它非常大的优点。这说明使用2,2-二溴-3-次氮基丙酰胺不必考虑美国食品药品监督管理局对产生细菌抗生素抗药性的顾虑，使得它称为一个有效的抗生素取代物。因为2,2-二溴-3-次氮基丙酰胺很快分解因此它可以被使用在农业的饲料里来控制牛、猪和家禽饲料里细菌的繁殖，这样就不再需要使用抗菌素了。

## 环境影响
和药物在生物体内一样2,2-二溴-3-次氮基丙酰胺被化学分解，而不是被生物分解。生物和非生物过程均能导致2,2-二溴-3-次氮基丙酰胺在水和土壤里分解。在pH值为4.8到7.5的土壤内它的半衰期为4到25小时。在有日光的地方2,2-二溴-3-次氮基丙酰胺容易光分解，在潮湿的土壤里容易水分解。
估计2,2-二溴-3-次氮基丙酰胺不会被沉淀土壤或者悬浮在水中的固体吸附。在水里在pH值是5的情况下，主要的分解物是二溴乙酸，在pH值为7和9之间是主要分解物是二溴乙腈。其它分解物包括溴乙酰胺、溴乙酸和草酸。它的半衰期约为4小时。2,2-二溴-3-次氮基丙酰胺也容易被光分解2,2-二溴-3-次氮基丙酰胺。
气态的2,2-二溴-3-次氮基丙酰胺在空气里被光化学作用分解成为羟基自由基，这个过程的半衰期为约8天。在空气中2,2-二溴-3-次氮基丙酰胺也容易直接被光分解。